# Подусовка (урочище)
Подусовка (укр. Подусівка) — урочище и городской лесопарк, расположенный на территории Новозаводского района Чернигова. Площадь — 2,6 га.

## Описание
Лесопарк расположен на надпойменной террасе реки Белоус (левый берег) — севернее перекрестка улиц Леонида Пашина и Циолковского, восточнее района и комбината «Астра» по улице Чудинова.
Абсолютные высоты урочища 140 м над уровнем моря. 
В урочище расположен памятник истории местного значения «Мемориальный комплекс в честь мирных жителей, расстрелянных фашистами: братские могилы 15000 мирных жителей, расстрелянных в 1941-1943 годах и памятник жертвам фашизма», открытый в 1975 году. Скульптор Р. П. Гутман, архитекторы А. А. Карнабед, Ю. М. Дмитрук, Н. М. Копейкина. В 1963 году был установлен бетонный обелиск на холме, внизу которого надпись «помните». Вокруг холма расположено 15 мемориальных плит, символизирующих число (15 тысяч) погибших. Данный мемориал является памятником истории (под охранным №35) согласно Решению исполкома Черниговского областного совета депутатов трудящихся от 31.05.1971 года №286 и Приказу Департамента культуры и туризма, национальностей и религий Черниговской областной государственной администрации от 07.06.2019 года №223.

## Природа
Природа лесопарка представлена преимущественно лиственными породами деревьев.